# Roger Grey, 1. Baron Grey of Ruthin

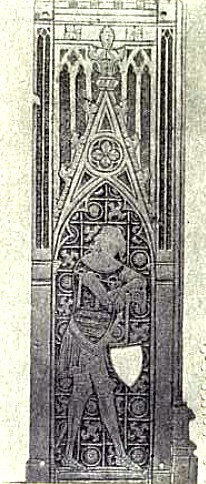
Darstellung von Roger Grey auf der Grabbrasse von Hugh Hastings, dem Halbbruder seiner Frau, in der Kirche von Elsing in Norfolk. Grey stützt sich auf eine Sparr Axe, eine langstielige irische Streitaxt, was eine für das 14. Jahrhundert ungewöhnliche Waffe war.

Roger Grey, 1. Baron Grey of Ruthin (auch Baron Grey de Ruthyn) (* um 1300; † 6. März 1353) war ein englischer Adliger und Militär.

## Herkunft und Erbe
Roger Grey war der einzige Sohn von John Grey, 2. Baron Grey of Wilton aus dessen zweiten Ehe mit Maud Basset. Sein Vater übertrug ihm zwischen 1307 und 1319 auf Kosten seines älteren Halbbruders Henry Grey etwa zwei Drittel seines Landbesitzes, darunter alle Ländereien in Bedfordshire, den Großteil der Güter in Buckinghamshire, weitere Güter in Huntingdon, Hertford und Chester sowie die Herrschaft Ruthin, eine Herrschaft der Welsh Marches. Nach dem Tod ihres Vaters 1323 kam es deshalb zu einem erbitterten Erbstreit zwischen den beiden Halbbrüdern. 1328 besetzte Henry Grey gewaltsam Ruthin Castle, worauf der Kronrat Vermittler beauftragte, eine Einigung zwischen den beiden zu erzielen. Diese konnte im Juni 1328 erreicht werden, wodurch der Erbstreit beendet wurde. Nach dieser Einigung erhielt Roger Grey Besitzungen mit etwa £ 850 jährlichen Einkünften, während sein Bruder Henry neben dem Titel Baron Grey de Wilton nur Besitzungen mit £ 283 jährlichen Einkünften erhielt.

## Dienst als Militär und Politiker
Roger Grey nahm bereits 1319 im Krieg gegen Schottland an der erfolglosen Belagerung von Berwick teil. 1322 nahm er an dem erfolglosen Feldzug von König Eduard II. gegen Schottland teil. 1323 und während des Kriegs von Saint-Sardos 1325 diente er als Militär in der den englischen Königen gehörenden südwestfranzösischen Gascogne. Während der Herrschaft von Eduard III. nahm er 1327, von 1334 bis 1335 und 1342 an weiteren Feldzügen nach Schottland teil. Allerdings nahm er nicht an den Feldzügen von Eduard III. nach Frankreich zu Beginn des Hundertjährigen Kriegs teil.
Ab 1322 wurde Grey regelmäßig zu den Parlamenten berufen, weshalb er als Baron Grey of Ruthin gilt. 1340 nahm er für das Parlament Petitionen aus der Gascogne und aus Irland, Wales und Schottland entgegen. Daneben diente er von 1332 bis 1351 regelmäßig als Friedensrichter in Bedfordshire. 1326, 1337 und 1339 stellte er in Bedfordshire Aufgebote auf und 1338 überwachte er die Aufstellung von Aufgeboten in Südostengland. Er wurde aber nie in den Kronrat berufen und erlangte weder als Militär noch als Politiker größere Bedeutung.

## Familie und Nachkommen
Grey lebte hauptsächlich im Gutshaus von Wrest in Bedfordshire, wo bereits sein Vater gewohnt hatte, und auf Ruthin Castle. Seinen Landbesitz konnte er nur wenig erweitern. Sein Vater hatte bereits um 1311 seine Heirat mit Elizabeth Hastings, einer Tochter von John Hastings, 1. Baron Hastings und von dessen Frau Isabel de Valence vereinbart. Mit Elizabeth Hastings hatte Grey drei Söhne und vier Töchter, darunter: 
- John Grey († 1349 oder 1350) ⚭ Agnes Montagu
- Reynold Grey, 2. Baron Grey of Ruthin ⚭ Eleanor Lestrange († 1396)
- Joan Grey ⚭ Sir William Pattishall († 1359)
- Julianne Grey († 1361) ⚭ John Talbot of Richards Castle († 1355)
- Maud Grey
- Mabel Grey

Grey konnte für mehrere seiner Kinder vorteilhafte Ehen vereinbaren. Sein ältester Tochter John heiratete Agnes, eine Tochter von William Montagu, 1. Earl of Salisbury, sein zweiter Sohn Reynold heiratete Eleanor, die einzige Tochter von John Lestrange, 2. Baron Strange of Blackmere. Seine Tochter Joan heiratete den Erben von John Pattishall und seine Tochter Julianne heiratete John Talbot, einen Sohn der Familie Talbot von Richard’s Castle in Shropshire. Seine Tochter Maud heiratete einen Angehörigen der Familie Roche, vermutlich William Roche, 4. Baron Roche († unsicher: 1370). Seine Tochter Mabel wurde Nonne, doch im Gegensatz zu seinem Vater war Grey kein besonders großzügiger Förderer der Kirche. Er förderte nur das von seinem Vater in Ruthin gegründete Kollegiatstift St Peter, wo er auch begraben werden wollte. Da sein ältester Sohn John ohne männliche Nachkommen vor ihm gestorben war, wurde sein zweiter Sohn Reynold der Erbe seiner Ländereien und des Titels. Dessen gleichnamiger Sohn Reynold Grey, 3. Baron Grey of Ruthin konnte als Enkel von Elizabeth Hastings nach 1389 erfolgreich das Erbe von John Hastings, 3. Earl of Pembroke beanspruchen.